# Daniel Dingel
Daniel Dingel (* 19. Januar 1928 in San Fernando, La Union; † 18. Oktober 2010 in Las Piñas, Metro Manila) war ein philippinischer Erfinder, der behauptete, mit dem von ihm erfundenen Wasserstoffreaktor ein Auto mit reinem Wasser antreiben zu können. 2008 wurde er wegen Betrugs verurteilt.

## Leben und Werk
Nach eigenen Angaben begann Dingel 1969 mit der Arbeit an einem Wasserstoffreaktor und trieb mit dem Gerät später seinen Toyota Corolla, Baujahr 1996, an. Dingel erklärte, dass seine Erfindung Wasserstoff ohne Kohlenstoffemissionen erzeuge, indem das Wasser durch einen fünf bis zehn Ampere starken Strom der Fahrzeugbatterie in seine Bestandteile Wasserstoff und Sauerstoff getrennt werde. Die Wasserstoffatome würden im Verbrennungsraum des Motors zur Explosion führen.
Die Reichweite wurde mit 500 km angegeben. Zusätzlich sollte das Fahrzeug ein spezielles, aus Pflanzenextrakten hergestelltes „elektromagnetisches Öl“ benötigen. Weder die BMW-Niederlassung in Manila noch der ehemalige Motorenentwickler Dieter Klaucke, der den Erfinder mit Reportern der Auto Bild besuchte, konnten Dingels Behauptungen widerlegen oder einen offensichtlichen Betrug entdecken.
Im November 2000 traf die Formosa Plastics Group mit Dingel eine Joint-Venture-Vereinbarung über mehrere Projekte. In der Folge erhielt Dingel bis September 2001 insgesamt 410.000 US-Dollar an Forschungsgeldern sowie zur Herstellung von drei Prototypen. Die Zusammenarbeit führte 2004 dazu, dass ein Patent für den Wasserstoffreaktor beantragt wurde. 2005 wurde die Patentanmeldung jedoch abgebrochen, da auf eine Anfrage des Patentamts nicht reagiert wurde, und es wurde kein Patent erteilt.
Nachdem Dingel seine Investoren über Jahre hingehalten hatte, wurde er im Dezember 2008 wegen Betrugs zu einer Haftstrafe von 20 Jahren verurteilt. Dingels Anwalt, der frühere Generalstaatsanwalt der Philippinen, Francisco Chavez, legte gegen die Gerichtsentscheidung Berufung ein. Dingel starb an den Folgen einer Krankheit im Oktober 2010.